# Vladichthys gloverensis
Vladichthys gloverensis is een straalvinnige vissensoort uit de familie van kikvorsvissen (Batrachoididae). De wetenschappelijke naam van de soort is voor het eerst geldig gepubliceerd in 1973 door Greenfield & Greenfield.